# Valdomiro Gonçalves
Valdomiro Alves Gonçalves (Paranaíba, 10 de novembro de 1935 – Campo Grande, 5 de abril de 2016) foi um advogado, promotor de justiça e político brasileiro, outrora deputado federal por Mato Grosso.

## Dados biográficos
Filho de João Vieira Gonçalves e Dolorita Alves Garcia. Advogado e promotor de justiça formado na Pontifícia Universidade Católica de Campinas em 1965, elegeu-se suplente de deputado estadual em Mato Grosso pela ARENA em 1966 e deputado estadual em 1970, fez o curso oferecido pela Associação dos Diplomados da Escola Superior de Guerra em Cuiabá em 1973, ano que foi eleito presidente da Assembleia Legislativa de Mato Grosso.
Eleito deputado federal em 1974, sua carreira política mudou em 1977 quando o Governo Ernesto Geisel criou o Mato Grosso do Sul. Eleito deputado estadual pelo novo estado em 1978, migrou para o PDS e disputou um mandato de senador numa sublegenda em 1982, mas não obteve sucesso. Aposentado como promotor de justiça em 1989, foi eleito deputado estadual via PTB em 1990 e 1994. Candidato a outro mandato de deputado federal pelo PSDB em 1998, não conseguiu se eleger.